# Belleville (Deux-Sèvres)
Belleville korábbi község Franciaország Új-Aquitania régiójában, Deux-Sèvres megyében. 
Lakosainak száma 130 fő (2018. január 1.). Belleville Dœuil-sur-le-Mignon, Boisserolles, Prissé-la-Charrière, Saint-Étienne-la-Cigogne és Villiers-en-Bois községekkel határos.
2018. január 1-jén három másik korábbi községgel egyesült és az így létrejött Plaine-d’Argenson új község része lett.

## Népesség
A település népességének változása:
| Lakosok száma | 130  | 133  | 130  | 130  |
|               | 2013 | 2015 | 2017 | 2018 |